# Kortemark
Kortemark is een plaats en gemeente in de Belgische provincie West-Vlaanderen. De gemeente telt ruim 12.000 inwoners.
Kortemark is gelegen in de vallei van de Krekebeek, een vertakking van de IJzer. In de deelgemeente Handzame verandert de naam in Handzamevaart.

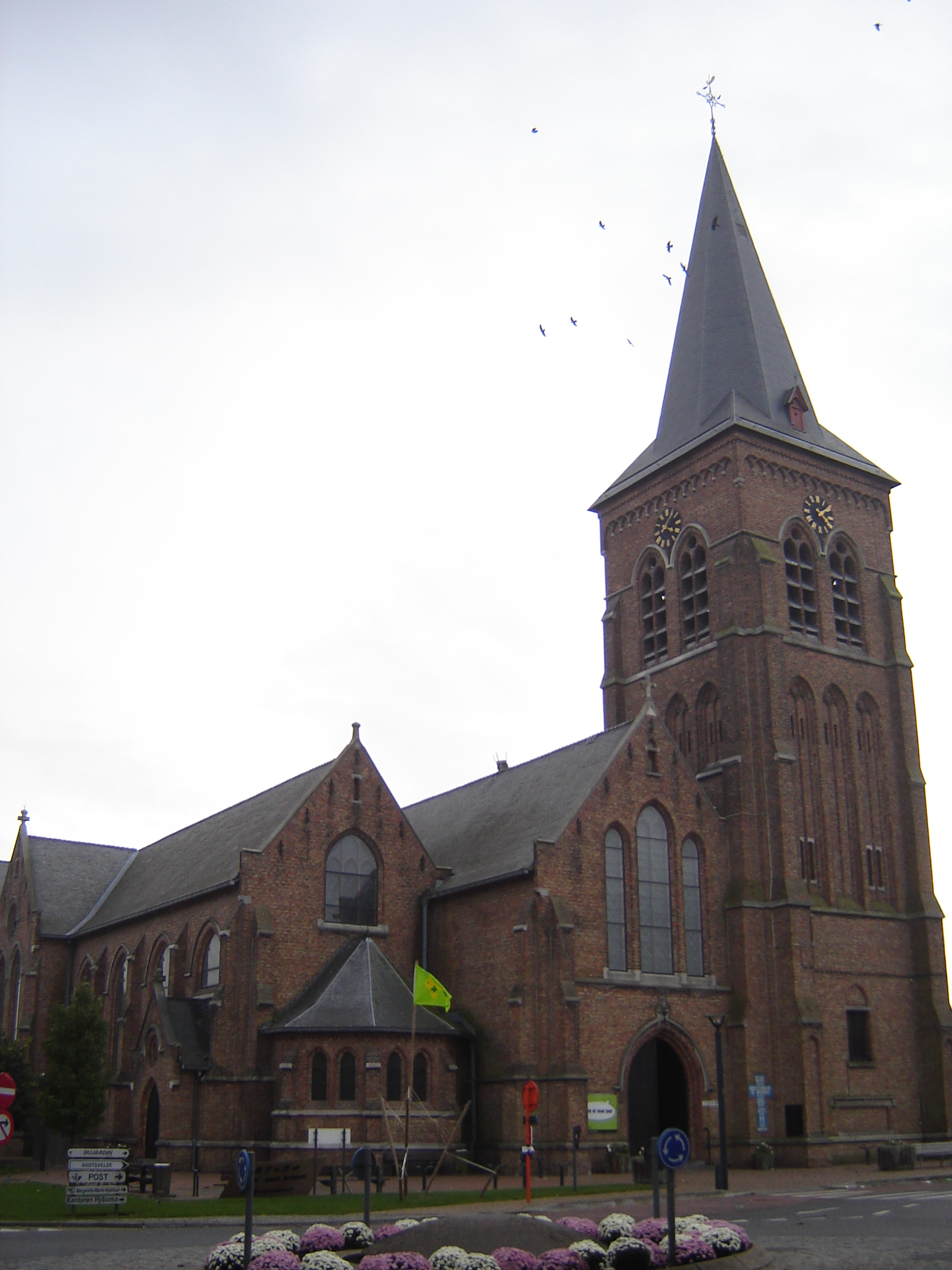
Sint-Bartholomeuskerk

## Geschiedenis
In de omgeving van Kortemark werden archeologische onderzoekingen verricht naar enkele grafheuvels uit de bronstijd. Ook werd materiaal uit de La Tène-periode aangetroffen. Enkele artefacten uit het mesolithicum werden eveneens gevonden.
De eerste vermelding van het huidige dorp is uit 1063 als "Merck" (afgebakend gebied binnen onbebouwde gronden). Een latere vermelding, uit 1281, had betrekking op de overdracht aan graaf Gwijde van Dampierre onder de naam "Courtemarck". Aldus ontstond Kortemark op de rand van het overstromingsgebied van de huidige Handzamevaart.
De gronden in de omgeving waren in handen van de Graaf van Vlaanderen en werden in de 11e eeuw uitgegeven als heerlijkheid aan de familie Van Oudenaarde. In 1281 werd Kortemark verkocht aan Gwijde van Dampierre en werd onderdeel van het Land van Wijnendale. De kerkelijke rechten (patronaatsrecht en tiendrecht) waren in bezit van de Sint-Salvatorabdij te Ename. In de deelgemeente Werken werden bij archeologische opgravingen enkele skeletten uit de Middeleeuwen gevonden. Eén van de skeletten was van een man van 190 cm, wat een zeer uitzonderlijke lengte is voor die tijd.
De godsdiensttroebelen einde 16e eeuw leidden tot de verwoesting van de kerk en de ontvolking van de streek. Ook in de 17e eeuw vonden veel krijgsverrichtingen plaats, vooral met Franse troepen. Kortemark lag een tijd lang tegen Frans gebied aan (1678-1697). Na 1713 kwam een einde aan de voortdurende oorlogen en kwam ook Kortemark onder Oostenrijks bewind. In 1818 bevonden zich te Kortemark zes brouwerijen, twee lijnwaadfabriekjes gebaseerd op thuisweverij, twee steenbakkerijen, een leerlooierij, een tiental windmolens en een drietal rosmolens. In 1835 kwam de eerste stoommachine, die bij de Ellemolen werd geplaatst. Nadat in 1858 het station Kortemark werd geopend nam de bouwactiviteit sterk toe en ontstonden er nieuwe steenbakkerijen. Ook andere industrie vestigde zich, zoals een stoomzagerij (1906) en de groenteconservenfabriek "Aurora" (1907), opgericht door Aimé Talpe. Deze fabriek was een belangrijke werkgever in de streek.
Tijdens de Eerste Wereldoorlog legden de Duitsers in de buurt van Kortemark enkele verdedigingslinies aan. Op 14 oktober 1918 werd Kortemark bevrijd door het 10e Linieregiment.
De wederopbouwperiode leidde onder meer tot de bouw van een nieuwe kerk. Ook werd een vlasfabriek gesticht, Deprez genaamd. De houtzagerij en de steenfabrieken werden weer gestart, en met name steenfabriek Desimpel werd gemoderniseerd. Tijdens de Tweede Wereldoorlog werd onder meer het station door de Engelsen gebombardeerd. Op 7 september 1944 werd Kortemark bevrijd door Canadezen, Polen en Engelsen.

## Kernen
Kortemark bestaat naast de hoofdgemeente Kortemark nog uit de deelgemeentes Werken, Zarren en Handzame. Tot Handzame behoort ook de kleine parochie Edewalle (V). In het oosten van Kortemark-centrum ligt het gehucht Kortemark-Elle. Voorts liggen nog verschillende kleine gehuchten verspreid over de gemeente, waaronder Markhove, Pereboom en Bescheewege.
| # | Naam          | Opp. (km²) | Inwoners (2020) | Inwoners per km² | NIS-code |
| - | ------------- | ---------- | --------------- | ---------------- | -------- |
| 1 | Kortemark (I) | 20,64      | 6.406           | 310              | 32011A   |
| 2 | Handzame (II) | 13,70      | 3.147           | 230              | 32011B   |
| 3 | Werken (IV)   | 9,79       | 989             | 101              | 32011C   |
| 4 | Zarren (III)  | 11,31      | 2.143           | 189              | 32011D   |

De gemeente Kortemark grenst aan volgende dorpen:
- a. Torhout (stad Torhout) en zijn gehucht Sint-Henricus
- b. Gits (gemeente Hooglede)
- c. Hooglede (gemeente Hooglede) en zijn gehucht Sint-Jozef
- d. Staden (gemeente Staden)
- e. Houthulst (gemeente Houthulst)
- f. Klerken (gemeente Houthulst)
- g. Esen (stad Diksmuide)
- h. Vladslo (stad Diksmuide)
- i. Bovekerke (gemeente Koekelare)
- j. Koekelare (gemeente Koekelare)
- k. Ichtegem (gemeente Ichtegem)

### Kaart

Kortemark, deelgemeenten en buurgemeenten. De gele gebieden zijn bebouwde kernen.

## Bezienswaardigheden
- Archeologisch Site-Museum in de Vladslostraat te Werken.
- De Sint-Bartholomeuskerk
- De Koutermolen aan de Koutermolenstraat is een standaardmolen die in 1789 volledig werd herbouwd en sinds 1944 beschermd is.

## Natuur en landschap
Het gebied van de deelgemeente valt uiteen in drie onderdelen: het noorden hoort tot Zandig Vlaanderen met de kom op ongeveer 9 meter hoogte. Het zuiden hoort tot Zandlemig Vlaanderen en wel het Plateau van Tielt,  met hoogten tot 25 meter. Hiertussen bevindt zich de vallei van de Krekebeek, die uitmondt in de Handzamevaart. De hoogte neemt hier af tot 3 meter. De Krekebeek wordt gevormd door de samenvloeiing van Kasteelbeek, Grijsperrebeek en Spanjaardbeek. Bij het station in Kortemark werd in 2001 een wachtbekken in werking gesteld, om overstromingen bij hoge neerslag te voorkomen.
In de omgeving vindt men de volgende natuurgebieden:
- Vallei van de Handzamevaart (beschermd)
- De Ruidenberg
- Krekemeersen

## Economie
Kortemark is bekend om zijn voormalige (en nu gesloopte) brouwerij en steenbakkerij. In Brouwerij Louwaege werden onder meer de bieren Akila, Hapkin en Flandrien gebrouwen. De brouwerij werd echter intussen gesloopt met uitzondering van de schoorsteen.

## Demografie

### Demografische evolutie voor de fusie
- Bron:NIS - Opm:1831 t/m 1970=volkstellingen op 31 december; 1976= inwoneraantal per 31 december

### Demografische ontwikkeling van de fusiegemeente
Alle historische gegevens hebben betrekking op de huidige gemeente, inclusief deelgemeenten, zoals ontstaan na de fusie van 1 januari 1977.
- Bronnen:NIS, Opm:1831 tot en met 1981=volkstellingen; 1990 en later= inwonertal op 1 januari

| Inwoners van jaar tot jaar op 1 januari 1992 tot heden | Inwoners van jaar tot jaar op 1 januari 1992 tot heden | Inwoners van jaar tot jaar op 1 januari 1992 tot heden |
| jaar                                                   | Aantal                                                 | Evolutie: 1992=index 100                               |
| ------------------------------------------------------ | ------------------------------------------------------ | ------------------------------------------------------ |
| 1992                                                   | 12.311                                                 | 100,0                                                  |
| 1993                                                   | 12.372                                                 | 100,5                                                  |
| 1994                                                   | 12.378                                                 | 100,5                                                  |
| 1995                                                   | 12.335                                                 | 100,2                                                  |
| 1996                                                   | 12.303                                                 | 99,9                                                   |
| 1997                                                   | 12.213                                                 | 99,2                                                   |
| 1998                                                   | 12.220                                                 | 99,3                                                   |
| 1999                                                   | 12.234                                                 | 99,4                                                   |
| 2000                                                   | 12.232                                                 | 99,4                                                   |
| 2001                                                   | 12.236                                                 | 99,4                                                   |
| 2002                                                   | 12.149                                                 | 98,7                                                   |
| 2003                                                   | 12.079                                                 | 98,1                                                   |
| 2004                                                   | 12.073                                                 | 98,1                                                   |
| 2005                                                   | 12.056                                                 | 97,9                                                   |
| 2006                                                   | 11.976                                                 | 97,3                                                   |
| 2007                                                   | 12.060                                                 | 98,0                                                   |
| 2008                                                   | 12.019                                                 | 97,6                                                   |
| 2009                                                   | 12.043                                                 | 97,8                                                   |
| 2010                                                   | 12.068                                                 | 98,0                                                   |
| 2011                                                   | 12.178                                                 | 98,9                                                   |
| 2012                                                   | 12.267                                                 | 99,6                                                   |
| 2013                                                   | 12.254                                                 | 99,5                                                   |
| 2014                                                   | 12.277                                                 | 99,7                                                   |
| 2015                                                   | 12.348                                                 | 100,3                                                  |
| 2016                                                   | 12.415                                                 | 100,8                                                  |
| 2017                                                   | 12.482                                                 | 101,4                                                  |
| 2018                                                   | 12.584                                                 | 102,2                                                  |
| 2019                                                   | 12.616                                                 | 102,5                                                  |
| 2020                                                   | 12.693                                                 | 103,1                                                  |
| 2021                                                   | 12.743                                                 | 103,5                                                  |
| 2022                                                   | 12.803                                                 | 104,0                                                  |
| 2023                                                   | 12.873                                                 | 104,6                                                  |
| 2024                                                   | 12.815                                                 | 104,1                                                  |
| 2025                                                   | 12.882                                                 | 104,6                                                  |

## Economie
In de gemeente is er vooral landbouwactiviteit en verwerkt men diepvriesgroenten.
Er is ook een secundaire school het MMI (Margaretha Maria Instituut) met zo'n 1200 leerlingen, waar zowel ASO als TSO en BSO wordt aangeboden. Gehucht Elle bevat ook een basisschool 't Ellebloempje.

## Verkeer
Kortemark heeft een relatief belangrijk treinstation. De rechtstreekse NMBS-verbinding met Gent, Brussel en Leuven zorgt ervoor dat heel wat pendelaars en studenten van dit station gebruikmaken. Op zondagavonden wemelt dit station dan ook van de kotstudenten die vertrekken richting hun respectievelijke studentensteden.

## Politiek

### Structuur
| Kortemark        | Kortemark        | Supranationaal         | Nationaal                         | Nationaal                         | Gemeenschap               | Gewest                    | Provincie                 | Arrondissement            | Provinciedistrict | Kanton          | Gemeente        |
| ---------------- | ---------------- | ---------------------- | --------------------------------- | --------------------------------- | ------------------------- | ------------------------- | ------------------------- | ------------------------- | ----------------- | --------------- | --------------- |
| Administratief   | Niveau           | Europese Unie          | België                            | België                            | Vlaanderen                | Vlaanderen                | West-Vlaanderen           | Diksmuide                 | Diksmuide         | Diksmuide       | Kortemark       |
| Administratief   | Bestuur          | Europese Commissie     | Belgische regering                | Belgische regering                | Vlaamse regering          | Vlaamse regering          | Deputatie                 | Deputatie                 | Deputatie         | Deputatie       | Gemeentebestuur |
| Administratief   | Raad             | Europees Parlement     | Kamer van volksvertegenwoordigers | Kamer van volksvertegenwoordigers | Vlaams Parlement          | Vlaams Parlement          | Provincieraad             | Provincieraad             | Provincieraad     | Provincieraad   | Gemeenteraad    |
| Kiesomschrijving | Kiesomschrijving | Nederlands Kiescollege | Kieskring West-Vlaanderen         | Kieskring West-Vlaanderen         | Kieskring West-Vlaanderen | Kieskring West-Vlaanderen | Kieskring West-Vlaanderen | Oostende-Veurne-Diksmuide | Veurne-Diksmuide  | Diksmuide       | Kortemark       |
| Verkiezing       | Verkiezing       | Europese               | Federale                          | Federale                          | Vlaamse                   | Vlaamse                   | Provincieraads-           | Provincieraads-           | Provincieraads-   | Provincieraads- | Gemeenteraads-  |

### Politieke situatie
Sinds 1 januari 2013 wordt Kortemark bestuurd door een coalitie van CD&V en Open Vld, dat sinds de gemeenteraadsverkiezingen van oktober 2024 Zeker 8610 heet. Samen vormen ze de meerderheid met 20 op 23 zetels met sinds 1 januari 2019 Karolien Damman van CD&V als burgemeester.
De schepenen sinds december 2024 zijn voor CD&V Koen Decleir en Christine Logghe en voor Zeker 8610 Jan Stoens, Stefaan Vercooren en Lynn Vermote

### Resultaten gemeenteraadsverkiezingen sinds 1976
| Partij of kartel     | Partij of kartel             | 10-10-1976 | 10-10-1976 | 10-10-1982 | 10-10-1982 | 9-10-1988 | 9-10-1988 | 9-10-1994 | 9-10-1994 | 8-10-2000 | 8-10-2000 | 8-10-2006 | 8-10-2006 | 14-10-2012 | 14-10-2012 | 14-10-2018 | 14-10-2018 | 13-10-2024 | 13-10-2024 |
| Stemmen / Zetels     | Stemmen / Zetels             | %          | 23         | %          | 23         | %         | 23        | %         | 23        | %         | 23        | %         | 21        | %          | 23         | %          | 23         | %          | 23         |
| -------------------- | ---------------------------- | ---------- | ---------- | ---------- | ---------- | --------- | --------- | --------- | --------- | --------- | --------- | --------- | --------- | ---------- | ---------- | ---------- | ---------- | ---------- | ---------- |
|                      | CVP1/ CD&V2                  | 44,811     | 11         | 51,041     | 13         | 57,161    | 14        | 39,491    | 10        | 40,321    | 10        | 31,852    | 8         | 27,772     | 8          | 34,22      | 9          | 39,82      | 11         |
|                      | VU1/ N-VA2                   | 11,161     | 2          | 7,061      | 1          | -         |           | -         |           | -         |           | -         |           | 9,472      | 2          | 9,72       | 2          | 3,82       | 0          |
|                      | VLD1/ Open Vld2/ Zeker 86103 | -          |            | -          |            | -         |           | 34,41     | 9         | 43,091    | 10        | 23,021    | 5         | 30,612     | 9          | 34,12      | 9          | 33,03      | 9          |
|                      | SP1/ sp.a2/ Content3         | 10,811     | 2          | 21,291     | 5          | 14,531    | 3         | 18,461    | 4         | 16,591    | 3         | 12,162    | 2         | 7,32       | 1          | 9,73       | 1          | 9,73       | 1          |
|                      | Eerlijk&Bezorgd              | -          |            | -          |            | -         |           | -         |           | -         |           | -         |           | 11,4       | 1          | 12,4       | 2          | 6,7        | 1          |
|                      | Vlaams Belang                | -          |            | -          |            | -         |           | -         |           | -         |           | 6,25      | 0         | 3,12       | 0          | -          |            | 7,0        | 1          |
|                      | Samen Sterk                  | -          |            | -          |            | -         |           | -         |           | -         |           | 26,72     | 6         | 10,32      | 2          | -          |            | -          |            |
|                      | NIEUW                        | -          |            | -          |            | 28,31     | 6         | -         |           | -         |           | -         |           | -          |            | -          |            | -          |            |
|                      | GB                           | 33,22      | 8          | 20,61      | 4          | -         |           | -         |           | -         |           | -         |           | -          |            | -          |            | -          |            |
| Anderen(*)           | Anderen(*)                   | -          |            | -          |            | -         |           | 7,67      | 0         | -         |           | -         |           | -          |            | -          |            | -          |            |
| Totaal stemmen       | Totaal stemmen               | 8680       | 8680       | 8910       | 8910       | 9141      | 9141      | 9055      | 9055      | 9200      | 9200      | 9244      | 9244      | 9281       | 9281       | 9405       | 9405       | 6737       | 6737       |
| Opkomst %            | Opkomst %                    |            |            |            |            | 96,88     | 96,88     | 95,18     | 95,18     | 95,37     | 95,37     | 96,33     | 96,33     | 94,9       | 94,9       | 94,5       | 94,5       | 68,4       | 68,4       |
| Blanco en ongeldig % | Blanco en ongeldig %         | 2,51       | 2,51       | 3,88       | 3,88       | 3,11      | 3,11      | 4,32      | 4,32      | 5,38      | 5,38      | 4,22      | 4,22      | 5,45       | 5,45       | 5,6        | 5,6        | 1,7        | 1,7        |

De rode cijfers naast de gegevens duiden aan onder welke naam de partijen telkens bij een verkiezing opkwamen.

De zetels van de gevormde meerderheid staan vetjes afgedrukt. De grootste partij is in kleur.

(*)1994: DRAXXX (5,22%), HSD (2,45%)

## Bekende inwoners
- Désiré Mergaert (1829-1890), kunstschilder
- Jules van Haute (1880-1953), diplomaat voor België
- Gustaaf Sap (1886-1940), minister en voormalige hoogleraar aan de KU Leuven
- Firmin Deprez (1890-1916), studentenleider en IJzersymbool
- Azer Moenaert (1893-1977), componist, beiaardier en trombonist
- Aimé Desimpel (1941-2002), industrieel en politicus
- Gerrit Defreyne, politicus
- Firmin Dupulthys, oud-burgemeester
- Toon Vancoillie, oud-burgemeester
- Elsje Helewaut, zangeres
- Sven Decaesstecker, paralympisch zwemmer
- Nick Ervinck, kunstenaar
- Louis Talpe, acteur bekend als "Mega Toby"
- Brecht Dejaegere, voetballer en sinds 2015 ereburger van Kortemark
- Wouter Mattelin, radiopresentator en gitaarbouwer
- Andreas Vanpoucke, kunstschilder

## Partnersteden
- Büren (Duitsland) (1981)

## Nabijgelegen kernen
Sint-Henricus, Gits, Hooglede, De Geite, Handzame, Edewalle, Torhout, Wijnendale